# Хепреш

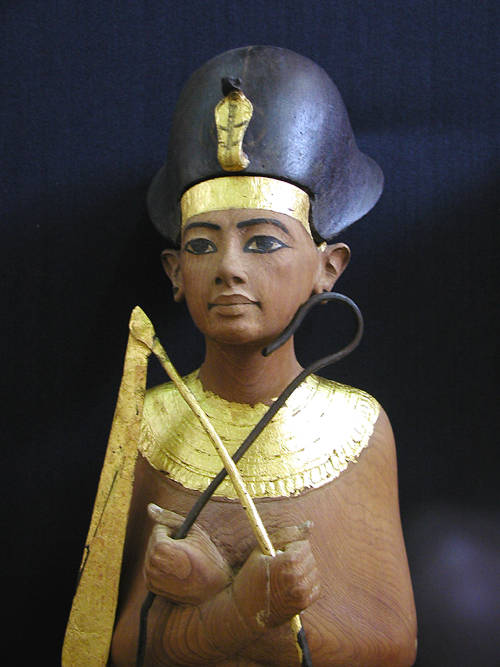
Хепреш, ушебти Тутанхамона

Хепреш (егип. Chprsh) — древнеегипетский царский головной убор. Хепреш также известен под другими названиями — «голубая корона» и «военная корона».

Военная корона хепреш

## Описание
| L1 | D21 · N37 | S7 |

| L1 | D21 · N37 | S7 |

Фараонов Нового царства часто изображали с короной хепреш, едущими на колесницах во время охоты на животных или во время военных сражений. Также голубую корону надевали во время различных церемоний. Хепреш принято называть «военной короной», однако современные историки воздерживаются от подобного определения.
До наших дней не сохранилось ни одного экземпляра голубой короны, поэтому неизвестно как и из чего изготавливали подобные головные уборы. Есть предположения, что их делали из ткани или окрашенной в синий цвет кожи, которую снаружи покрывали мелкими жёлтыми дисками, напоминающими солнце. Как и у многих других корон, в передней части крепился урей.

## История
По мнению египтологов, стела 20799, созданная в эпоху Второго переходного периода, является одним из самых ранних упоминаний о короне хепреш. Аменхотеп I был одним из первых фараонов, кого изображали в голубой короне. Фараоны XVIII — XIX династий носили эту корону в качестве основного головного убора. После Кушитской династии такую корону больше не изображали.
С эпохи XVIII династии корона хепреш была прежде всего отличительным знаком фараонов. В греко-римскую эпоху она часто изображалась как головной убор фараонов. Кроме того, с начала правления династии Птолемеев корона хепреш использовалась все чаще в иконографических изображениях божеств-детей, например, Гарпехрути.

## Мифологический контекст
В исследованиях египтологов корона хепреш долгое время интерпретировалась как «военная корона». Однако недавние исследования показывают, что её использование было более разнообразным и не ограничивалось военными действиями. Хотя она часто изображалась в графических повествованиях о победе над врагами Египта, в этом контексте изображались и другие короны. Кроме того, весьма часто фараон был в голубой короне, когда изображался в виде ребёнка, особенно в тех сценах, когда его кормили грудью богини. Это указывает на прямую связь с божествами-детьми, которые также изображались в подобных сценах.
Вероятно, корона хепреш символизировала обновление, а также плодородие (см. название, иероглиф ḫpr и божество Хепри) а также обозначало законного наследника, чьи притязания на трон легитимны. Фараонов и детей-богов по отношению к короне хепреш объединяло то, что только фараон и соответствующий ему божественный ребёнок были увенчаны синей короной, знаком господства над Египтом: для фараона она символизировала земное, для бога-ребёнка - божественное правление. 

## Галерея

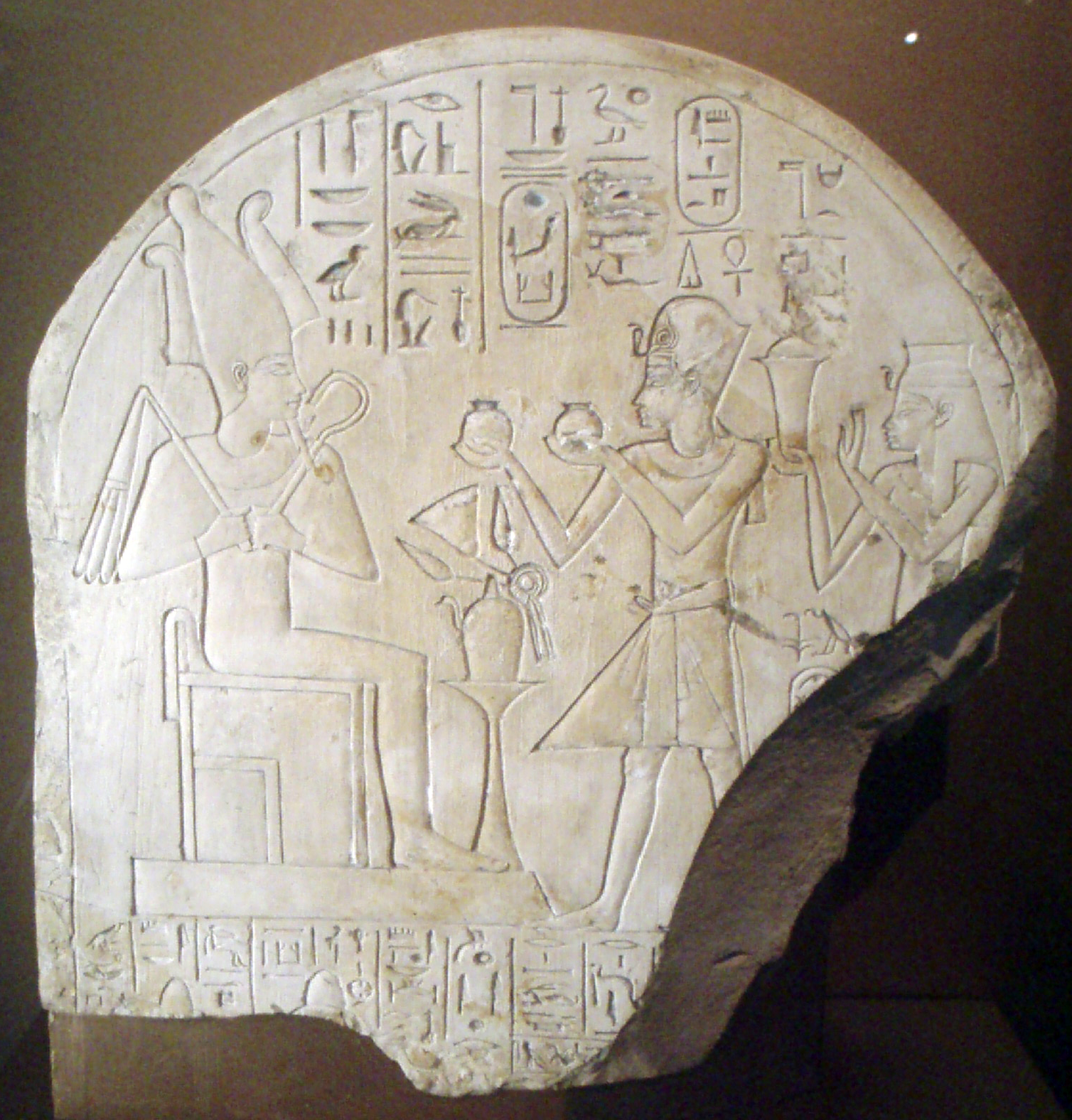
Аменхотеп I пред Осирисом в короне хепреш.
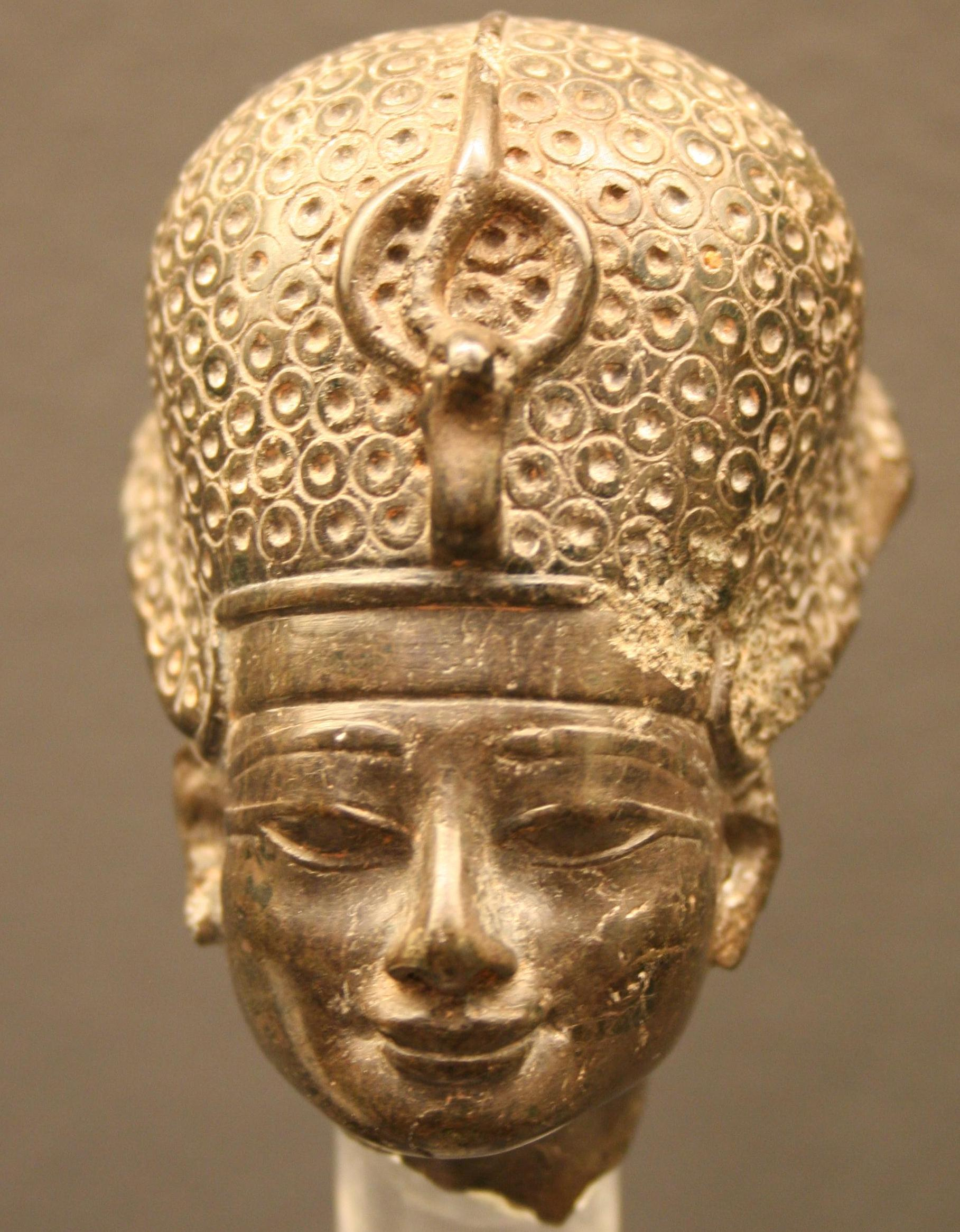
Тутмос IV.
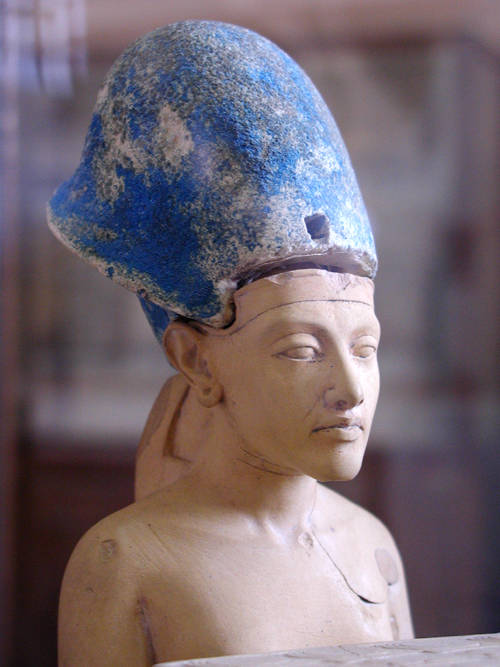
Эхнатон в голубой короне.
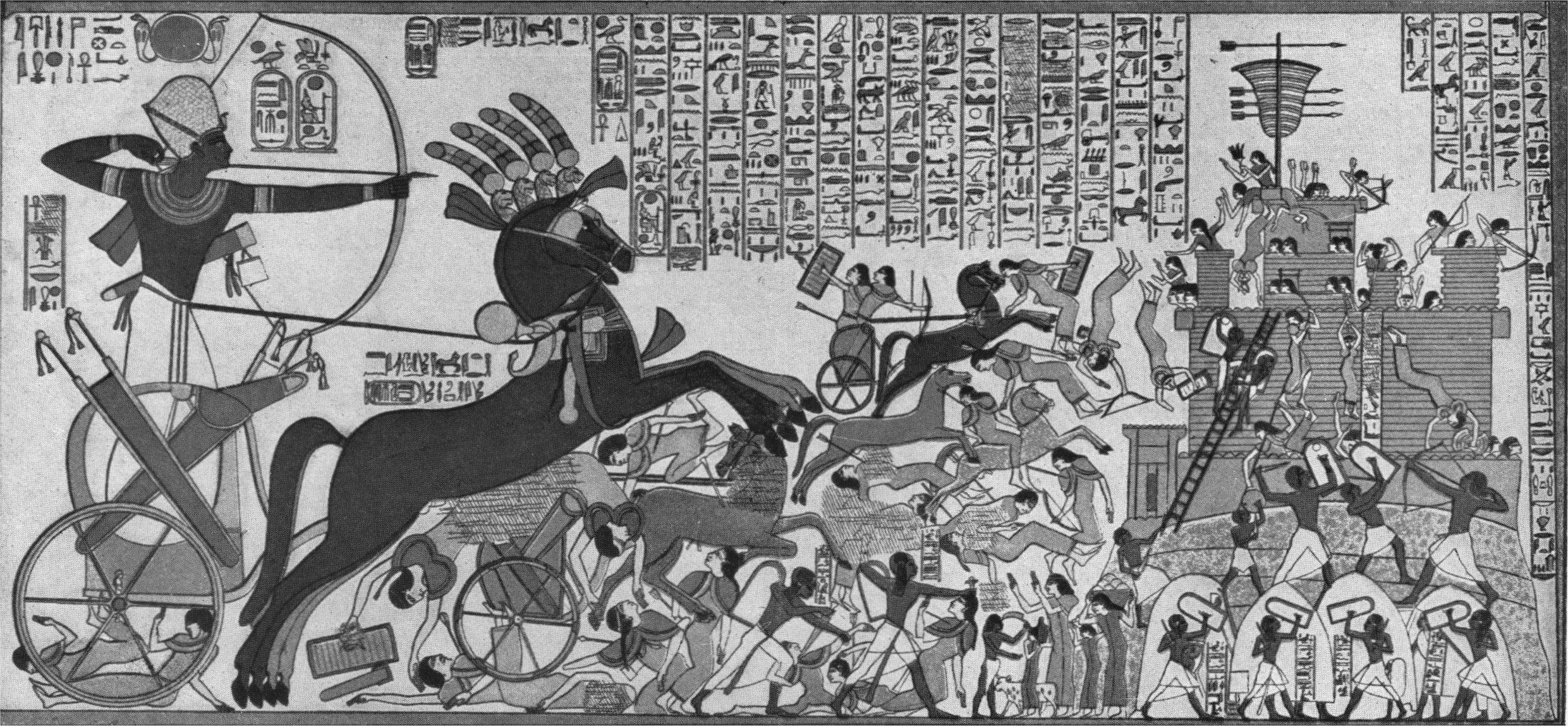
Рамсес II в короне хепреш.